# جيمي ماكغي
جيمي ماكغي (بالإنجليزية: Jamie McGhee)‏ (28 سبتمبر 1989 في المملكة المتحدة - ) هو لاعب كرة قدم بريطاني في مركز الوسط. لعب مع غرانتهام تاون ‏ ونادي مانسفيلد تاون ونادي كوربي تاون ونادي بوسطن يونايتد.

## وصلات خارجية
- جيمي ماكغي على موقع قاعدة بيانات كرة القدم.إي يو (الإنجليزية)
- جيمي ماكغي على موقع Soccerbase.com (لاعب) (الإنجليزية)